# Günter Biermann
Günter Biermann (* 25. Januar 1931 in Herford; † 2. November 1997 in Bonn) war ein deutscher Politiker (SPD).

## Leben und Beruf
Nach dem Besuch der Volksschule absolvierte Biermann seit 1945 eine kaufmännische Lehre und arbeitete anschließend als kaufmännischer Angestellter. Er war seit 1952 als Angestellter bei einer Gewerkschaft tätig und wurde dort 1955 Geschäftsführer.

## Partei
Biermann trat 1946 der Sozialistischen Jugend Deutschlands/Die Falken bei. Er schloss sich 1950 der SPD an und war seit 1963 Mitglied im Vorstand des SPD-Bezirks Ostwestfalen-Lippe.

## Abgeordneter
Biermann war von 1956 bis 1979 Ratsmitglied der Stadt Herford und wurde dort 1963 zum Vorsitzenden der SPD-Fraktion gewählt. Vom 17. Oktober 1961 bis zum 29. März 1983 war er Mitglied des Deutschen Bundestages. Er wurde in der vierten Wahlperiode (1961–1965) über die Landesliste der SPD Nordrhein-Westfalen gewählt. Von der fünften bis neunten Wahlperiode (1965–1983) vertrat er den Wahlkreis Herford im Parlament.